# Adrián Villalobos Orozco
Adrián Eduardo Villalobos Orozco (12 de noviembre de 1997, Guadalajara, Jalisco, México) es un futbolista mexicano que juega en la posición de Mediocampista. Actualmente milita en los Leones Negros de la UdeG de la Liga de Expansión MX.

## Trayectoria

### Inicios, Leones Negros de la U de G
Ingresó a las Fuerzas Básicas de los Leones Negros en el 2012. Tras tener destacadas actuaciones en las categorías inferiores en Sub-20, para el Apertura 2018 fue enviado al primer equipo donde hizo la pretemporada.
Al tener destacadas actuaciones, fue llamado al primer equipo de cara al Apertura 2019, donde debutó en la Copa MX, el 1 de agosto de 2019  en la derrota de 2-1 ante el Monterrey. Debuta como profesional el 4 de agosto de 2019, en la derrota de 2-0 ante los Alebrijes de Oaxaca.

### Club Deportivo Guadalajara
El 17 de julio de 2020, se hace oficial el traspaso de Villalobos al Club Deportivo Guadalajara, en calidad de Préstamo por 1 año con opción a compra, convirtiéndose en el quinto refuerzo de cara al Apertura 2020.

## Palmarés

### Títulos nacionales
| Título               | Club          | País   | Año    |
| -------------------- | ------------- | ------ | ------ |
| Liga de Expansión MX | Leones Negros | México | C-2025 |